# Felix Joseph Widder
Felix Joseph Widder (16 de diciembre de 1892 - 5 de septiembre de 1974) fue un micólogo, botánico, y naturalista austríaco. Desarrolló actividades académicas en la Universidad de Graz

## Algunas publicaciones
- felix j. Widder. 1972. Das nordamerikanische Xanthium pungens WALLROTH als Adventivpflanze anderer Kontinente. Bot. Notiser 125 (4):389-392

- -------------------. 1950. Die in Steiermark entdeckte Mutante von Tussilago Farfara. 6 pp.

- -------------------. 1937. Uber afrikanische Xanthium-arten

### Libros
- felix j. Widder. 1974. Festschrift Widder. Con Josef Poelt, Irmtraud Thaler. Editor Berger, 312 pp.

- -------------------. 1968. Nachträge zur Punktkarte von Dianthus alpinus. Edición reimpresa. 8 pp.

- -------------------. 1967. Diagnoses stirpium novarum. Edición reimpresa. 16 pp.

- -------------------. 1960. Erzherzog Johann und seine Icones Plantarum. I. 14 pp.

- -------------------. 1956. Verzeichnis der wissenschaftlichen Pflanzennamen zu Robert Benz: Die Vegetationsverhältnisse der Lavanttaler Alpen (Lista de nombres de plantas del científico Robert Benz: relaciones de la vegetación Alpes Lavanttaler, vv. 15 de Angewandte Pflanzensoziologie. Ed. Springer, 26 pp. ISBN 3211804064

- -----------------. 1935. Die Bastarde der Doronicum-Arten. 15 pp.

- -----------------. 1931. Draba norica, eine neue Ostalpenpflanze: Aus d. Inst. f. systemat. Botanik d. Univ. Graz. Editor	Hölder-Pichler-Tempsky, 14 pp.

- -----------------. 1923. Die arten der gattung Xanthium: Beiträge zu einer monographie (Las especies del género Xanthium: Contribuciones para una monografía). Volumen 20 de Repertorium specierum novarum regni vegetabilis. Beihefte. Editor Verlag des Repertoriums, 221 pp.

## Honores

### Eponimia
- (Orchidaceae) Gymnadenia widderi (Teppner & E.Klein) Teppner & E.Klein[4]